# 后谢镇
后谢乡，是中华人民共和国河南省漯河市召陵区下辖的一个乡镇级行政单位。漯河经济技术开发区位于该乡。

## 行政区划
后谢乡下辖以下地区：
解放南路社区、卢庄社区、王庄社区、湘江路社区、清明李村、娄庄村、前谢村、曹店村、小寨杨村、邓店村、河东王村、应庄村、靳庄村、后谢村、谷多刘村、孙店村、河西张村、白坡村、方庄村、铁炉村、辛庄村、席郭村、吕仓村、牛赵村、西坡李村、谢庄村、伊庄村、后乡村、黄岗村和金盆赵村。